# Björkselefyndet
Björkselefyndet, även kallat Valltjärnfyndet, är ett depåfynd av metallföremål som 1920 påträffades vid Valltjärn en knapp mil nordväst om Björksele i Lycksele kommun. Föremålen påträffades i samband med anläggandet av en tjärdal i en naturlig kulle vid stranden av Vindelälven. De anses ha lagts ned på 1000-talet eller början av 1100-talet.
I fyndet fanns ett antal föremål av brons: en kedja, ett sköldbuckleformat spänne, ett hästskoformat spänne samt en hängprydnad i form av en and. Dessutom fanns där en järngryta, två små järntenar, en sten som liknar en seite samt fragment av en läderpung. Möjligen hör också en rödbrun skifferkniv till fyndet. Det sköldbuckleformade spännet är kanske ursprungligen ett finskt föremål. Likadana spännen förekommer både i samiska offerplatsfynd och i samiska gravar i Nordnorge. Den fågelformiga hängprydnaden är också ett finsk-ugriskt föremål och hör hemma bland annat i sydöstra Ladogaområdet. Hängprydnader av liknande slag har påträffats i Nordnorge samt i Gråträskfyndet.
Totalt finns ett tiotal kända arkeologiska fynd av ett större antal metallföremål från samiskt område. Ofta anses de utgöra samiska offerplatsfynd.